# Schiltigheim
Schiltigheim település Franciaországban, Bas-Rhin megyében. Lakosainak száma 34 382 fő (2022. január 1.). Schiltigheim Bischheim, Hœnheim, Mittelhausbergen, Niederhausbergen, Oberhausbergen, Souffelweyersheim és Strasbourg községekkel határos.

## Népesség
A település népessége az elmúlt években az alábbi módon változott:
| Lakosok száma | 31 450 | 31 767 | 32 024 | 31 894 | 33 069 | 33 780 | 33 993 | 34 129 | 34 382 |
|               | 2013   | 2015   | 2016   | 2017   | 2018   | 2019   | 2020   | 2021   | 2022   |